# Grosser-St.-Bernhard-Tunnel
Der Grosse-St.-Bernhard-Tunnel (französisch tunnel du Grand-Saint-Bernard, italienisch traforo del Gran San Bernardo) ist ein 5798 m langer Strassentunnel, der zwischen Martigny im Schweizer Kanton Wallis und dem italienischen Aosta den Grossen-St.-Bernhard-Pass auf einer Höhe von rund 1900 m ü. M. unterquert. Für die Nutzung wird eine Maut erhoben.

## Geschichte
In den 1850er Jahren planten das Königreich Sardinien und die Schweiz den Bau des Menouvetunnels drei Kilometer östlich des heutigen Strassentunnels. Die Bauarbeiten dieses frühen Alpentunnels wurden jedoch nach kurzer Zeit wieder eingestellt.
Grundlage für den Bau und Betrieb des Tunnels unter dem Grossen St. Bernhard bildet ein völkerrechtlicher Vertrag vom 23. Mai 1958 zwischen der Schweiz und Italien. Dieser Vertrag wurde mit Bundesbeschluss vom 17. Dezember 1958 von der Bundesversammlung genehmigt. Mit diesem Beschluss genehmigte das Parlament die Erhebung einer Strassengebühr für die Durchfahrt, die einzige Anwendung von Art. 82 Abs. 3 der Bundesverfassung (damals Art. 37 Abs. 2 der Bundesverfassung von 1874), welcher Ausnahmen vom Grundsatz der Gebührenfreiheit der Strassen ermöglicht. Der Tunnel wurde ab Frühling 1958 gebaut, der Vortrieb per Tunnelbohrmaschine erfolgte von beiden Seiten. Am 19. März 1964 wurde er als erster Strassentunnel, der die Alpen durchquert, in Betrieb genommen.

## Beschreibung
Kontrollstellen und Gebäude für den Tunnel befinden sich an beiden Tunnelenden. Die Staatsgrenze befindet sich bei Tunnelmeter 2938, vom Schweizer Nordportal aus gemessen. Der Tunnel ist leicht abfallend, vom Nordportal (1918 m ü. M.) bei Bourg-Saint-Pierre hin zum Südportal (1875 m ü. M.) bei Saint-Rhémy-en-Bosses auf italienischer Seite.
Der Tunnel besteht aus einer Fahrbahn mit Gegenverkehr. Die Höchstgeschwindigkeit beträgt 80 km/h. Die Durchfahrt durch den Grossen-St.-Bernhard-Tunnel ist gebührenpflichtig, unabhängig davon, ob eine Schweizer Autobahnvignette gelöst wurde oder nicht. Im Unterbau des Tunnels befindet sich die 2015 stillgelegte Ölpipeline Oléoduc du Rhône vom Hafen Genua zur Raffinerie Collombey.

### Service- und Rettungsstollen
2010 wurde mit dem Bau des Dienst- und Rettungsstollens im Abstand von 22 m zur Tunnelmitte begonnen. Alle 240 m wurden insgesamt 23 Querverbindungen erstellt. 2012 erfolgte der Durchstich des Stollens. Die ursprünglich für 2015/2016 geplante Eröffnung verzögerte sich wegen Differenzen zwischen der Betreibergesellschaft und dem Bauunternehmen.

### Überbauung Südausfahrt
Ab dem südlichen Tunnelende ist die Strasse weitere circa 6 km komplett überbaut beziehungsweise verläuft in Galerien. Die Strasse verläuft dabei entlang des Fusse des Mont Bortsalet ⊙ 2519 m und umrundet ihn etwa zur Hälfte, wobei sie weitere 200 Meter an Höhe verliert und am Ende etwa auf einer Höhe von 1650 m die Galerie verlässt.

## Betrieb
Am Eröffnungstag durchquerten 1200 Fahrzeuge den Tunnel, 2013 waren es 620'000 im Jahr.
Betreiberin des Tunnels ist die SISEX SA (Société Italo-Suisse d’exploitation du Tunnel du Grand-Saint-Bernard) mit Sitz in Bourg-Saint-Pierre. Sie gehört zu gleichen Teilen der schweizerischen Gesellschaft Tunnel du Grand-Saint-Bernard (TGSB) und der italienischen Traforo del Gran San Bernardo (SITRASB). Die Hauptaktionäre der TGSB sind die Kantone Waadt, Wallis und die Stadt Lausanne; die SITRASB gehört zu 63,5 % der Autonomen Region Aosta, der Rest der SAV (Gesellschaft der Aostataler Autobahnen).
2006 wurde zwischen Italien, Schweiz und EWG wegen des zweistaatlichen Betreibers vereinbart, die Mautgebühren «ohne Mehrwertsteuer oder eine andere Umsatzsteuer» einzuheben.
Regelmässig werden im Herbst Instandhaltungsarbeiten durchgeführt und dafür der Tunnel nächte- oder tageweise gesperrt. Der Tunnel ist dann über den Grossen-St.-Bernhard-Pass (2469 m ü. M.) oder den Simplonpass zu umfahren.